# Inuktitut
Inuktitut (in Inuktitut-schrift: ᐃᓄᒃᑎᑐᑦ) is de taal van de Inuit in Canada. Het is een van de varianten van de Inuittalen die deel uitmaken van de Eskimo-Aleoetische talen en een officiële taal in de noordelijke territoria van Canada. Er zijn ongeveer 35.000 sprekers. Sommige linguïsten beschouwen de taal Inuinnaqtun als een dialect van het Inuktitut.
De Inuittaal is polysynthetisch: de inhoud van een gehele zin wordt vaak gegeven in de vorm van één, complex woord. De Inuit kennen geen literaire traditie; wel bezitten zij een rijke schat aan mondeling overgeleverde mythen en verhalen.
In mei 2012 werd de eerste Bijbelvertaling in het Inuktitut voltooid.

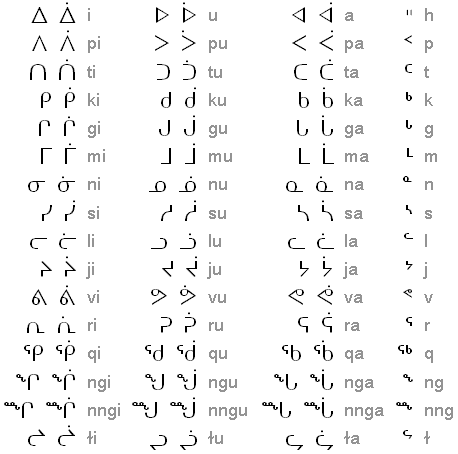
Het Inuktitut-schrift (titirausiq nutaaq)